# سیارک ۲۱۲۹۲۴
سیارک ۲۱۲۹۲۴ (به انگلیسی: 212924 Yurishevchuk، نامگذاری:2008AK1) دویست و دوازده هزار و نهصد و بیست و چهارمین سیارک کشف شده‌است که در ۶ ژانویه ۲۰۰۸ کشف شد.